# Laís Elena Aranha da Silva
Laís Elena Aranha da Silva (Garça, 11 marzo 1943 – Santo André, 12 marzo 2019) è stata una cestista brasiliana.

## Carriera
Con il Brasile ha disputato quattro edizioni dei Campionati del mondo (1964, 1967, 1971, 1975) e tre dei Giochi panamericani (Winnipeg 1967, Cali 1971 e Città del Messico 1975).